# Cangxi
Cangxi  (en chino, 苍溪; pinyin, Cāngxī (escuchar)ⓘ) es un condado bajo la administración directa de la ciudad-prefectura de Guangyuan. Se ubica en la provincia de Sichuan, centro-sur de la República Popular China. Su área es de 2333 km² y su población total para 2010 superó los 560 mil habitantes. 

## Administración
Desde julio de 2021, el Condado Cangxi se divide en 31 pueblos que se administran en 25 poblados y 6 villas.

## Toponimia
El topónimo Cangxi [/Dsang-xi/] significa "arroyo de esmeraldas" y surgió alrededor del siglo III, durante la dinastía Jin. El nombre proviene del Valle Cangxi (苍溪谷), situado en su territorio. Este valle es famoso por sus impresionantes paisajes, donde el río Jialing atraviesa un tramo conocido como Tingzikou. En esta zona, las imponentes montañas a ambos lados forman un profundo cañón, mientras las aguas del río, al fluir por el estrecho, adquieren un distintivo tono verde esmeralda, lo que inspiró su nombre.